# Pacaraima-hegység

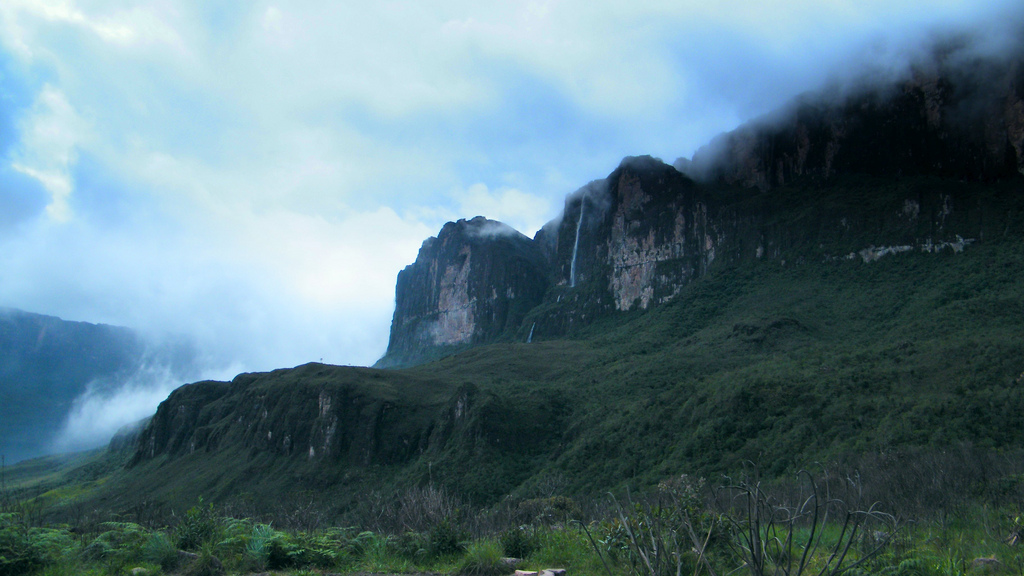
A Roraima-hegy egyik vízeséses oldala

A Pacaraima-hegység vagy Pakaraima-hegység (spanyolul: Sierra Pacaraima, portugálul: Serra Pacaraima) Brazília, Guyana és Venezuela területén húzódó hegység Dél-Amerikában. Az ezer kilométer hosszú, nyugat–keleti irányú hegylánc a Guyanai-hegyvidék legmagasabb, átlagosan 1000–1500 méteres tengerszint feletti magasságú központi vonulata. Legmagasabb pontja a Roraima (2810 m). Prekambriumi kristályos kőzetek építik fel, a rögöket mezozoikumi homokkőtáblahegyek és fennsíkok tagolják. Természetes növénytakarója sűrű esőerdő.